# Jul i Sverige
Julen i Sverige är ursprungligen en hednisk tradition som övertagits av kristendomen, och genom denna firas minnet av Jesu födelse. Det allmänna julfirandet kulminerar i Sverige på julafton den 24 december, även om perioden från första advent och framåt präglas av förberedelser inför julfirandet. Enligt traditionen dansas julen ut på tjugondedag Knut den 13 januari. Att julfirandet kulminerar just på julaftonen står i kontrast till traditionen i exempelvis USA och Spanien, där det är juldagen den 25 december som är den stora dagen.
Före kristnandet firade man i Sverige julblot. Den förkristna julen inföll i mitten av januari men i takt med att Sverige kristnades tog kristna budskap och traditioner över. En del av de hedniska traditionerna lever dock kvar i julfirandet. För många svenskar är julen snarare en kulturell tradition än en religiös högtid. De flesta jultraditionerna härstammar från 1700-, 1800- och 1900-talen.

## Historik

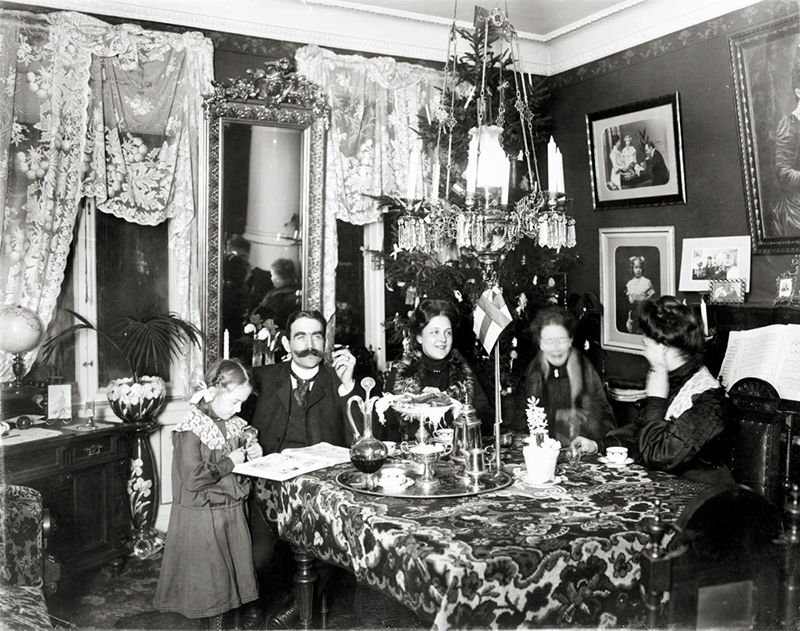
Julfirande, borgerlig hemmiljö runt sekelskiftet 1900. Familj dricker kaffe i salongen.

Julfirandet i Sverige har inslag från hedniska, kristna, nordiska och germanska traditioner från vikingatiden och framåt. I och med Sveriges kristnande kring mitten av 1100-talet började de kristna och hedniska traditionerna att blandas. De flesta nutida traditionerna härstammar från 1800-talet och 1900-talet. 

## Julens datum

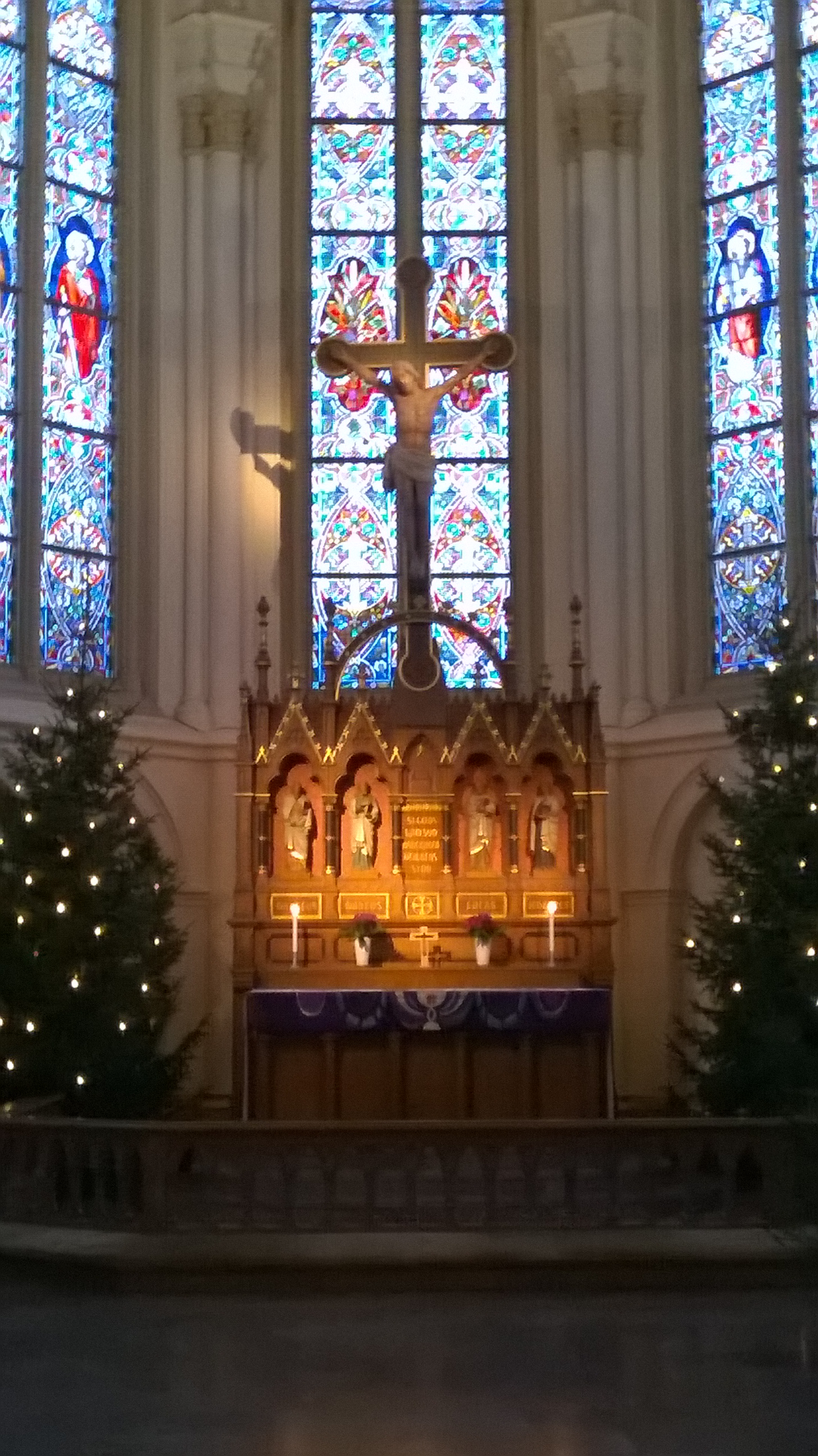
Altaret, julgranar och krucifix i Sofiakyrkan i Jönköping i december 2014.

### Särskilda datum
Ur kristen synvinkel är den viktigaste tiden kring jul, perioden från juldagen fram till Trettondedag jul, den 6 januari, då Heliga Tre Konungars (de tre vise männen) besök hos Jesusbarnet firas. Därefter firas Jesu dop, numera flyttat till söndagen efter trettondagen, men julen pågår enligt kyrkoåret egentligen till och med Kyndelsmässodagen, 2 februari, även om Svenska kyrkan har flyttat det till närmast liggande söndag. I det sekulära svenska samhället firas jul under hela adventstiden, med julafton som höjdpunkt. Under annandag jul brukar svenska bandyserier spela full omgång, och flera andra svenska sportserier har kopierat annandagsbandyns koncept. Mellan annandag jul och nyårsafton infaller de så kallade mellandagarna.

### Dagarna runt jul
Tiden från och med den fjärde söndagen före jul till och med julafton ingår i advent, där söndagarna är markerade som första, andra, tredje och fjärde söndagen i advent.
- 13 december: Lucia
- 21 december: vintersolståndet
- (23 december: Dan före dopparedan, lilla julafton, lokal företeelse, ej officiell)
- 24 december: julafton, kallas ibland dopparedagen.
- 25 december: juldagen (helgdag)
- 26 december: annandag jul/annandagen (helgdag)
- 6 januari: trettondedag jul/trettondagen även kallad epifania (helgdag till minne av de tre vise männen och inom ortodoxa kyrkan även Jesu dop)
- 13 januari: tjugondedag jul (även kallad Knut, "kastas julen ut" i Sverige)
- 2 februari: Kyndelsmässodagen (julen tar slut i kyrkoåret)

I Sverige fanns förr fler helgdagar omkring jul. Tredjedag och fjärdedag jul  avskaffades genom förordning den 4 november 1772.

## Utbredda traditioner
Julen i Sverige är förknippad med Lucia, julklappar, pepparkaksbak och julmat, och man brukar städa, stöpa ljus, stoppa korv, koka knäck och annat julgodis, ta fram julprydnader och klä en gran. På julaftonskvällen går många på midnattsmässa, eller på julotta på juldagsmorgonen.  Traditionellt är det vanligt att skicka julpost. Kring slutet av 1800-talet började Jenny Nyström ge ut kort med en ny typ av tomtar och svenskarna börjar skicka julkort. Kring mitten av 1900-talet började speciella julfrimärken att ges ut. Kring jul sätter Postnord tillfälligt upp röda brevlådor avsedda för julpost.

### Julgran
Tidigt fanns en sed i Sverige, kanske sedan förkristen tid, att skära dekorerade julstänger och hänga upp utanför gården till jul. Detta kan förklara varför den dekorerade inomhusgranen snabbt blev så populär i Sverige. Kring mitten av 1700-talet dök de första klädda granarna upp i Sverige. Under 1800-talet blev det allt vanligare med julgran i de borgerliga hemmen och man börjar importera tyska julgransprydnader. Julgranen kläs oftast dagarna före julafton. I Ersta diakonianstalt i Stockholm började man 1870 att varje söndag i advent tända sju ljus i en gran. Under 1920- och 30-talen ersattes adventsgranen med adventsljusstaken som har fyra ljus. Det har sedermera blivit vanligt att kyrkor också har en klädd gran vid altaret, som ska symbolisera Livets träd i Paradiset.
År 2010 uppskattades att var femte julgran i Sverige stulits.

### Julklappar

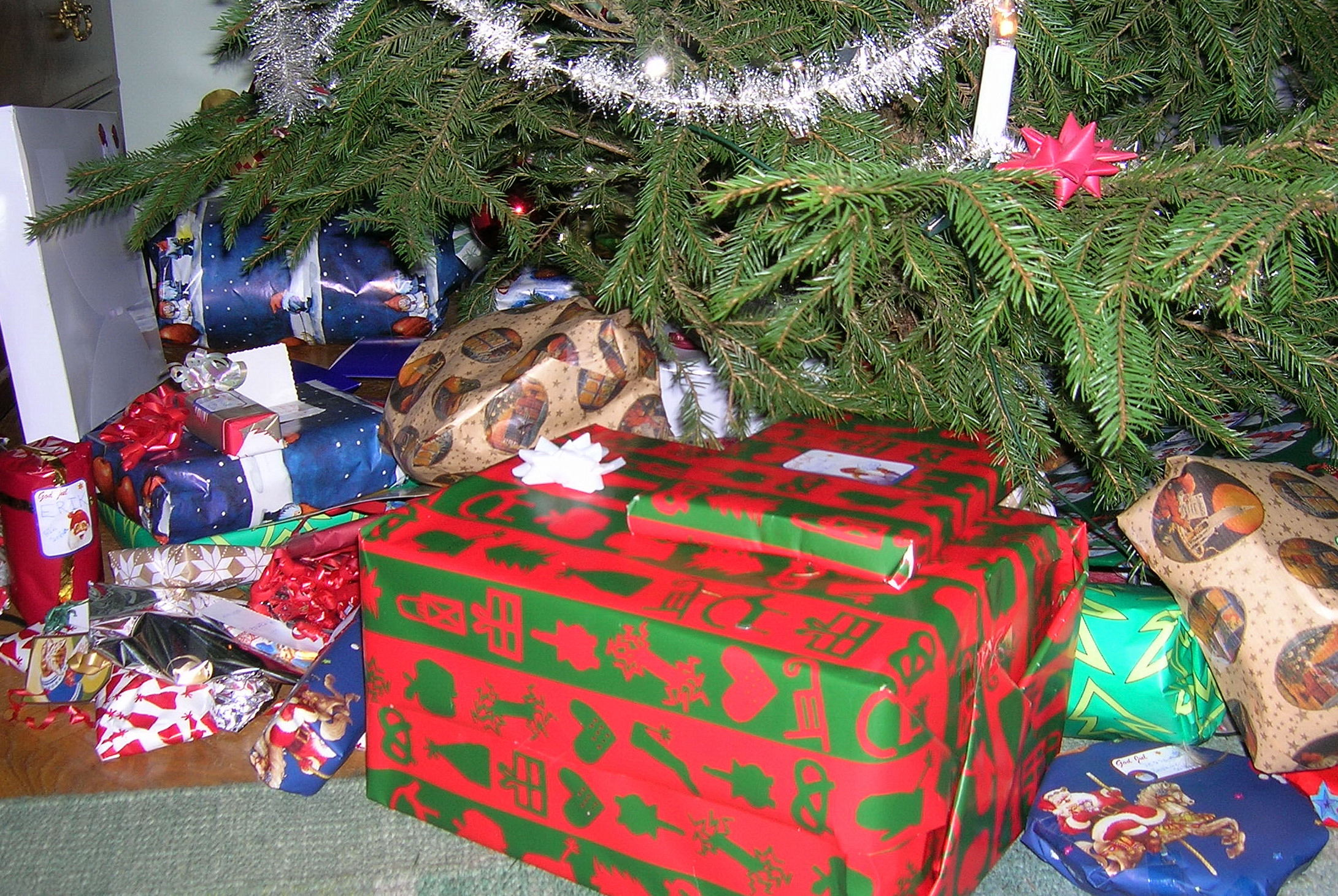
Julklappar under en julgran.

Julklappar började delas ut under 1600-talet. Traditionen bjöd att givaren smög fram till mottagarens dörr som man ljudligt klappade på, slängde in gåvan, ofta tillsammans med ett skämtsamt eller elakt rim, genom dörren för att sedan springa därifrån - vilket är ursprunget till ordet "julklapp". Under 1700-talet började man skriva vänliga rim till paketen vilket är en tradition hämtad från antikens Rom. Ofta delade man ut nyårsgåvor istället för julgåvor. På julen var man istället extra givmild mot dem som hade det sämre, såsom drängar och pigor, fattiga, och djur. Nyårsgåvan och julgåvan, den lite elakare, kom sedermera att sammanslås till julklappar. Under 1700-talet bredde sig traditionen ut att det var julbocken som delade ut klapparna. Julbocken var helgonet Sankt Nikolaus följeslagare. Firandet av Sankt Nikolaus hade försvunnit i samband med reformationen, men julbocken levde vidare som julsymbol. Vid slutet av 1800-talet påbörjades också den sammanblandning av Sankt Nikolaus/amerikanska Santa Claus, julbocken och den svenska gårdstomten som kom att bli jultomten, vilken tog över julklappsutdelningen.

### Julmat

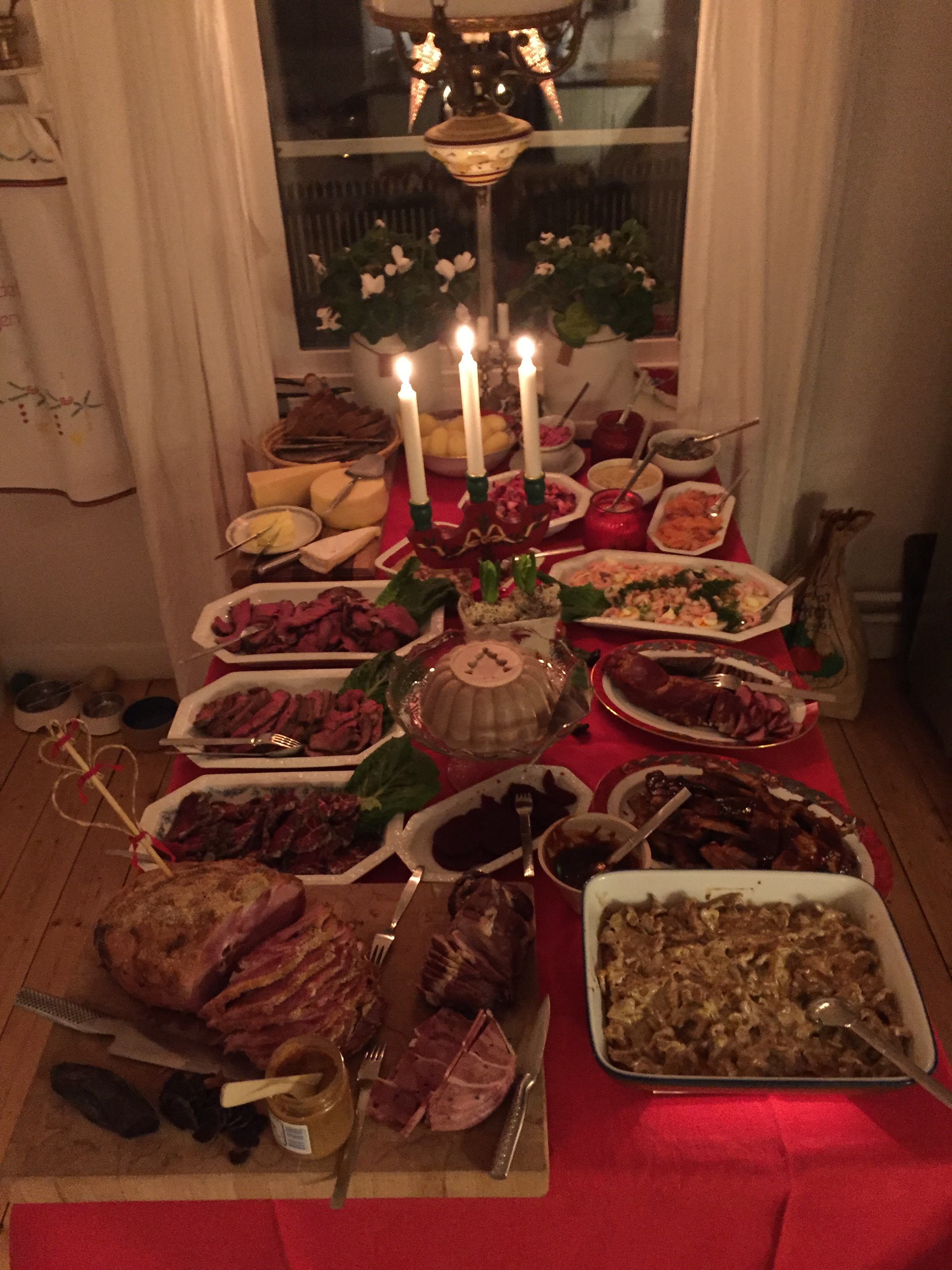
Julbordets kalla rätter.

I särklass bland julmaten står i Sverige julaftonens julbord, vilket dessutom serveras lång tid före julen på restauranger. Julbordet består av många olika matvaror. Rätter baserade på griskött dominerar, såsom julskinka, julkorv (ibland i form av grynkorv), sylta, köttbullar, stekt prinskorv och dopp i grytan. Därtill är olika fiskrätter vanliga, inte minst inlagd sill men också lax och lutfisk, till vilken vit sås inte är ovanlig.  Olika former av kål förekommer också, främst grönkål (långkål), rödkål och brunkål. Julbordet kan inledas med snaps och med mumma eller julmust som måltidsdryck.
Även risgrynsgröt, rundkornigt ris långsamt kokt på helmjölk under många timmar, äts i juletid. Mjölken kan även ersättas av en del grädde. I gröten läggs traditionellt en skållad sötmandel. Den som får mandeln spås bli gift under det kommande året. Särskilt i slutet av 1800-talet förekom det även att man rörde ned en bittermandel i gröten. Den som fick bittermandeln skulle, i motsats till sötmandeln, inte bli gift under det närmaste året. Under den tiden avsåg mandelseden främst de ogifta flickorna. Om samtliga husets flickor var gifta, kunde de istället få en mandelgåva. I det gamla svenska bondesamhället var det viktigt att ställa en tallrik med julgröt utomhus, avsett för att hålla hustomten på gott humör. Av risgrynsgröten som blir över kan man göra Ris à la Malta eller risgrynspudding. Under 1800-talet blev även pepparkakor och glögg en del av den svenska jultraditionen och färgen röd bli viktig.
Under slutet av 1900-talet och 2000-talet har många av de traditionella julrätterna blivit mer ovanliga och ibland ersatts av alternativa rätter, exempelvis vegetariska eller veganska alternativ.

### Dopparedagen

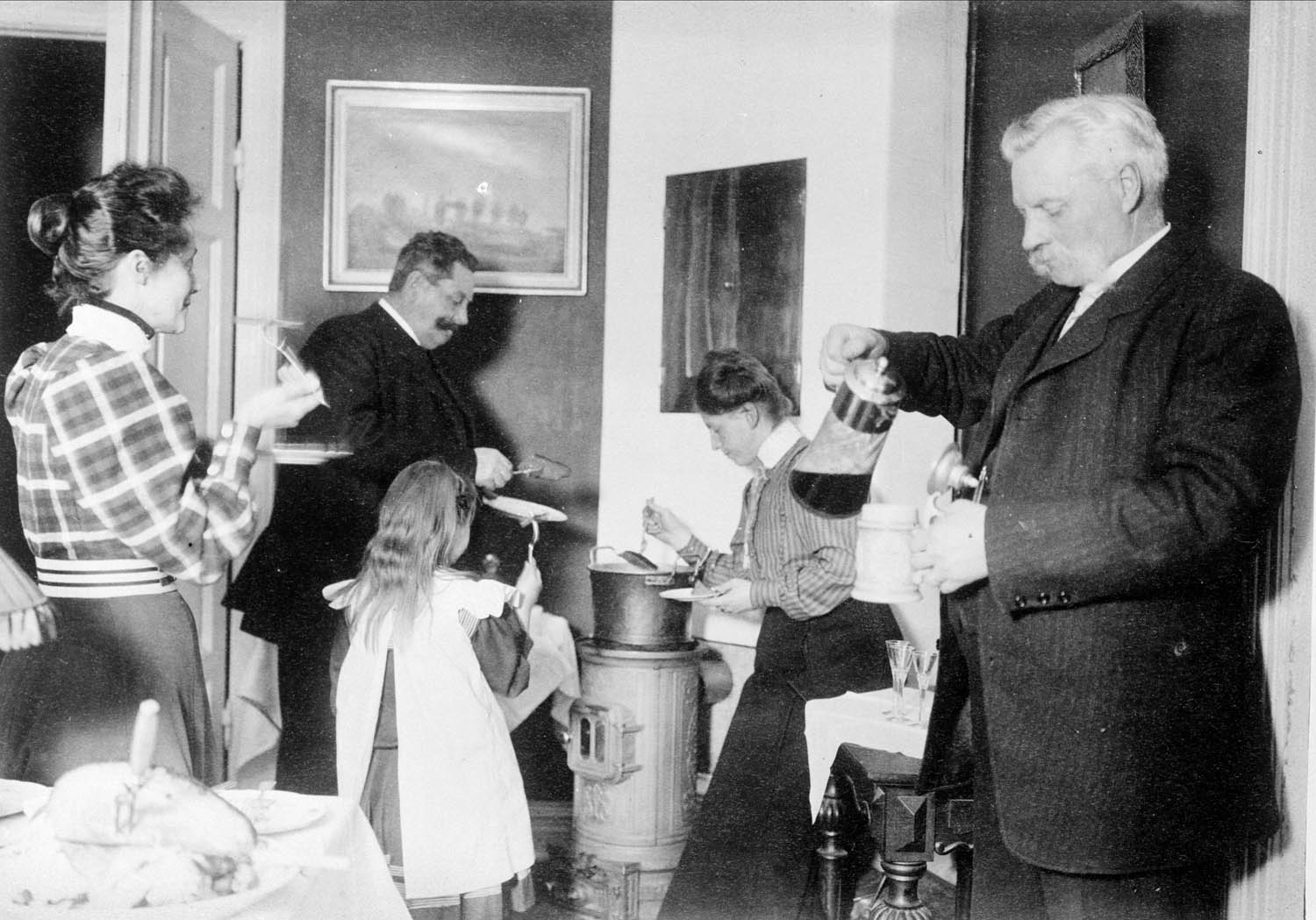
Dopp i grytan, Småland 1910.

Julafton kallas även dopparedagen eller dopparedan, det vill säga den dag då man doppar i grytan. Detta är en uteslutande svensk beteckning på julafton. Seden att samlas kring en gryta med det spad man kokat skinkan i, även om vissa använder varm buljong eller köttsoppa i vilken man doppar bröd kan delvis vara en kvarleva från gamla hedniska offermåltider, men har också praktiska orsaker. Under de sista julförberedelserna fanns det inte så mycket tid att laga vardagsmat och det bröd som ännu fanns till hands mitt på julaftonsdagen var sannolikt både torrt och hårt. Det gick snabbt och praktiskt att mjuka upp brödet genom att doppa det i spadet från skinkkoket så att inget skulle förgås. Den medeltida julfastan förbjöd kött, men på det här sättet kunde man ändå få lite köttsmak i munnen. Seden lever kvar i maträtten dopp i grytan.

## Andra jultraditioner

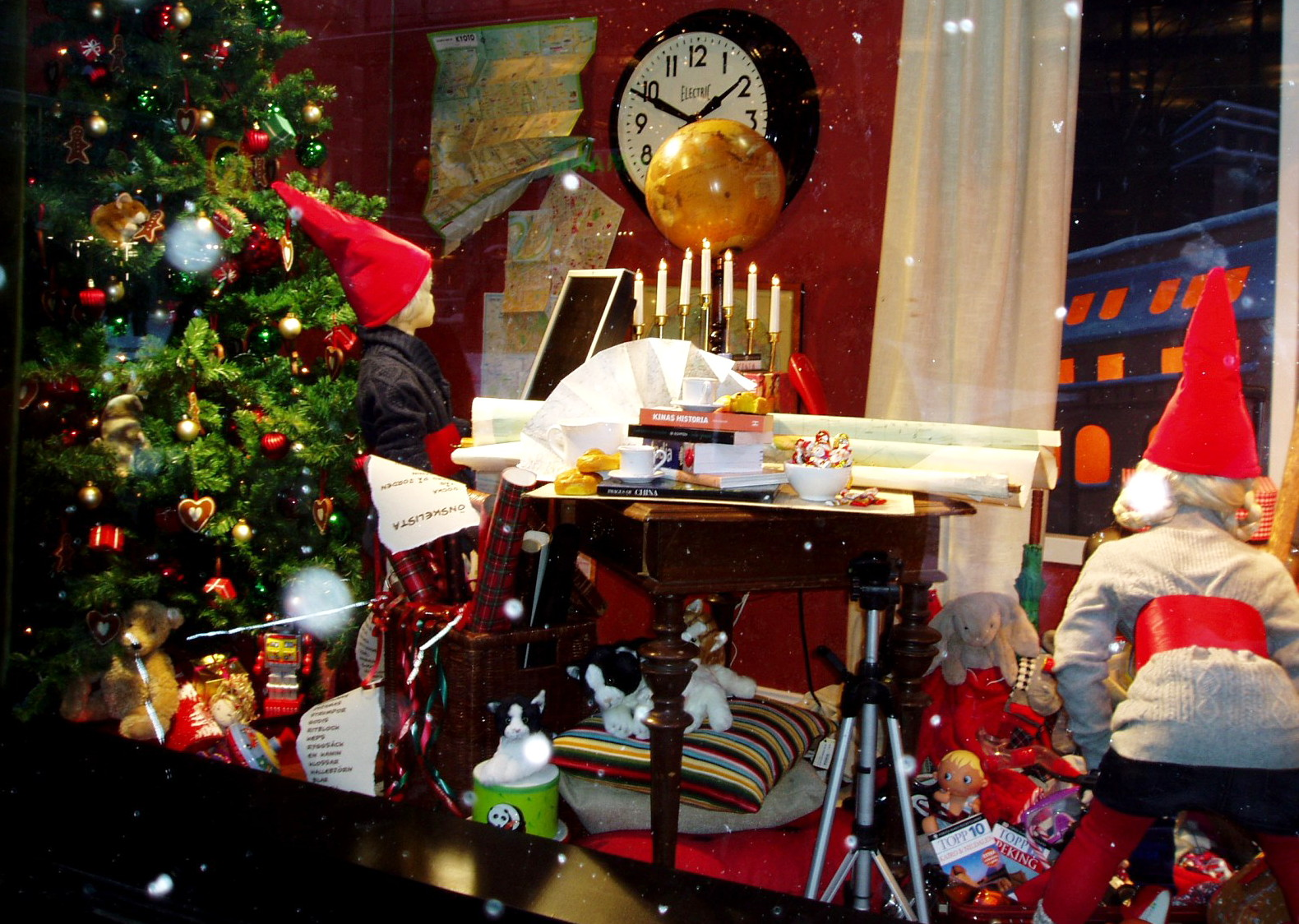
Julskyltning på NK i Stockholm, 2010.

Andra traditioner är julskyltningen som, nuförtiden, startar redan i november, med tillhörande annonskampanjer. Därtill kännetecknas den svenska julen av en rad skilda traditioner och företeelser, till exempel julmusik, julmarknader, julpyssel och försäljning av jultidningar.
En äldre tradition var julbadet för hela hushållet, vilket kunde vara ett karbad eller ett bastubad.

## Julen och svensk media
Under 1900-talet har först radio och sedan även TV fått en betydande roll för julfirandet och även elektriskt ljus används i stor utsträckning. 1932 lanserades den första adventskalendern i papp och 1939 lanserades den första elektriska adventsljusstaken. Sedan 1959 har Sveriges Radio/TV och dess efterföljare Sveriges Television nästan varje år haft en julvärd, det vill säga en programpresentatör som presenterar julens program. Även TV4 har haft julvärdar vissa år och andra kanaler har gjort försök med julvärdar.
År 1960 sändes Kalle Anka och hans vänner för första gången i SR/TV på julafton, vilket sedan blivit en tradition klockan 15:00 varje julafton. Från och med 2021 inleds sändningen av Kalle Anka och hans vänner istället klockan 15:05. Sedan 1975 har även Sagan om Karl-Bertil Jonssons julafton blivit en tradition i SVT. 1957 sändes Sveriges Radios julkalender för första gången, och 1960 började julkalendern i Sveriges Television sändas. 1983 började TV-kanaler i Sverige sända en uppesittarkväll kvällen före julafton. Bingolotto är den uppesittarkvällen som gått längst, sedan 1995.

## Jultrafiken
Julen är en av Sveriges stora trafikhelger, och olycksrisken ökar kring helgen. Olyckorna orsakas bland annat av hög trafik till följd av att många reser samma dagar, vinterväglag/vinterväder och att förare inte är uppmärksamma och följer trafikbestämmelserna. Kollektivtrafiken kör vanligtvis helgtrafik eller begränsad trafik under juldagarna.

## Jul och välgörenhet
Jul är i Sverige en familjehögtid, varför den också kan vara en mindre trevlig helg för människor som är ensamstående eller marginaliserade. I mindre orter är de flesta restaurangerna stängda under julhelgen, även på julafton, trots att det inte är en röd dag. Julen är också en tid då många människor ägnar sig åt välgörenhet. Flera ideella organisationer engagerar sig extra under julen och erbjuder ensamma, hemlösa och socialt utslagna lite julstämning genom att anordna julbord med skänkta livsmedel, kanske åtföljt av lite underhållning. Julsången "Jul", känd genom Snowstorm och Thorleifs, ser julen utifrån de hemlösas perspektiv, precis som "Nu släckas tusen människoliv", vilket är Ebba Gröns tolkning av "Nu tändas tusen juleljus" från 1980.

## Svenskars jul utanför Sverige

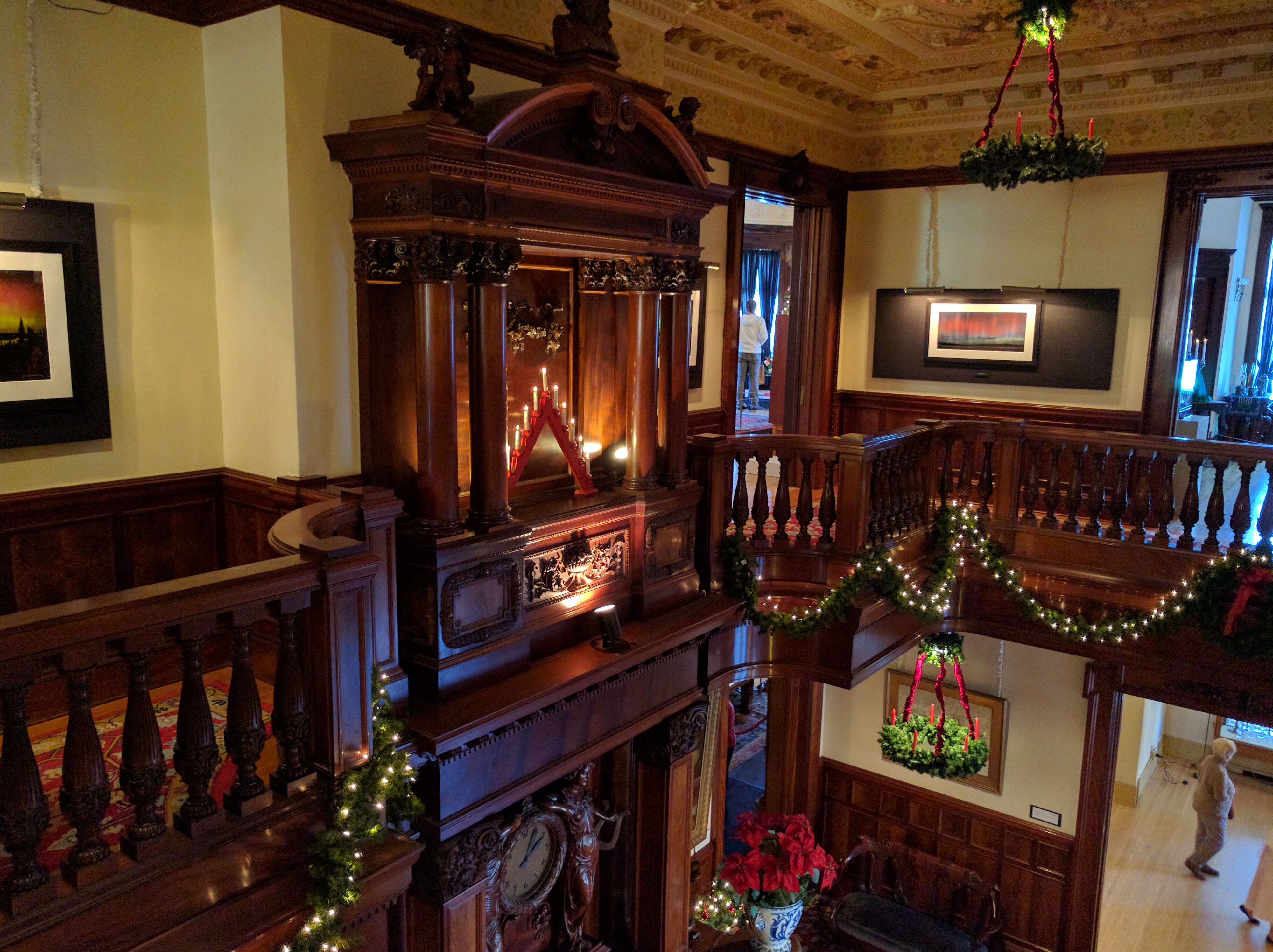
Nordisk jul på amerikansk-svenska institutet i Minneapolis i Minnesota.

Fram till 1970-talet handlade många svenska julsånger om svenska sjömän som i juletider satt ute på båtarna runtom i världens hamnar och längtade hem till Sverige, eller om svenska Amerikamigranters längtan till Sverige. Sedan slutet av 1970-talet har en del svenskar lämnat Sverige under jul för semester på varmare platser i andra länder.[källa behövs]